# Paula (film)

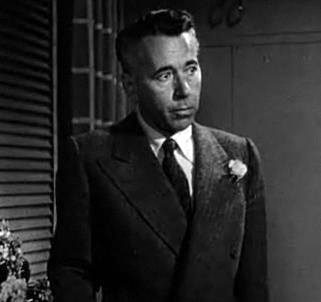
Alexander Knox in Paula

Paula is een Amerikaanse dramafilm uit 1952 onder regie van Rudolph Maté.

## Verhaal
Paula Rogers rijdt op een avond een jongetje aan en wil vluchtmisdrijf plegen. Even later keert ze door schuldgevoel weer om en ze doet alsof ze de voogd is van de jongen. De egoïstische Paula heeft voor het eerst in haar leven een doel; ze zal de jongen verplegen.

## Rolverdeling
| Acteur            | Personage           |
| ----------------- | ------------------- |
| Loretta Young     | Paula Rogers        |
| Kent Smith        | John Rogers         |
| Alexander Knox    | Dr. Clifford Frazer |
| Tommy Rettig      | David Larson        |
| Otto Hulett       | Luitenant Dargen    |
| Will Wright       | Raymond Bascom      |
| Raymond Greenleaf | President Russell   |